# Noah Danby
Noah Dalton Danby (* 24. April 1974 in Guelph, Ontario) ist ein kanadischer Schauspieler.

## Leben
Noah Danby ist der Sohn des Malers Ken Danby. Er schrieb sich zunächst an der University of Guelph ein, wechselte aber dann an die Ryerson Polytechnic University in Toronto, wo er Schauspielkunst studierte. Sein Schauspieldebüt hatte er in der Serie Lexx – The Dark Zone (1999). Es folgten Nebenrollen in Detroit Rock City, The Skulls, Exit Wounds, sowie in den Serien Witchblade, Smallville und Relic Hunter – Die Schatzjägerin. 2004 übernahm er eine Hauptrolle in einer Verfilmung des Buch Mormon. Der Film wurde insbesondere in Utah und Idaho, wo die Mormonen eine große Anhängerschar haben, ein großer Erfolg. Im Film spielte er den Propheten Nephi. Danbys Schaffen für Film und Fernsehen umfasst mehr als 70 Produktionen. Neben seiner Tätigkeit im Filmgeschäft agiert er auch als Theaterschauspieler, unter anderem in einer Bühnenversion von Reservoir Dogs.
Von 2004 bis 2007 hatte er mehrere Gastauftritte bei Stargate – Kommando SG-1. Eine tragende Rolle übernahm er in der Serie Painkiller Jane. Dort lernte er auch seine Frau Kristanna Loken kennen. Die beiden heirateten am 10. Mai 2008, trennten sich jedoch bereits nach kurzer Zeit.

## Filmografie (Auswahl)
- 1998: Power Play (Fernsehserie, 1 Episode)
- 1999: Lexx – The Dark Zone (Lexx, Fernsehserie, 1 Episode)
- 1999: Rocky Marciano (Fernsehfilm)
- 1999: Detroit Rock City
- 2000: The Skulls – Alle Macht der Welt (The Skulls)
- 2000: Witchblade – Die Waffe der Götter (Witchblade, Fernsehfilm)
- 2000–2001: Queer as Folk (Fernsehserie, 2 Episoden)
- 2001: Witchblade – Die Waffe der Götter (Witchblade, Fernsehserie, 3 Episoden)
- 2001: Exit Wounds – Die Copjäger (Exit Wounds)
- 2002: Relic Hunter – Die Schatzjägerin (Relic Hunter, Fernsehserie, 1 Episode)
- 2002: Recipe for Murder (Fernsehfilm)
- 2002: The Tuxedo – Gefahr im Anzug (The Tuxedo)
- 2002: Die Brady Familie im Weißen Haus (The Brady Bunch in the White House, Fernsehfilm)
- 2002–2003: Mutant X (Fernsehserie, 2 Episoden)
- 2003: The Book of Mormon Movie, Vol. 1: The Journey
- 2003: Veritas: The Quest (Fernsehserie, 1 Episode)
- 2004–2007: Stargate – Kommando SG-1 (Fernsehserie, 4 Episoden)
- 2004: Die Promoterin (Against the Ropes)
- 2004: Andromeda (Fernsehserie, 1 Episode)
- 2005: 4400 – Die Rückkehrer (The 4400, Fernsehserie, 1 Episode)
- 2005: Smallville (Fernsehserie, 1 Episode)
- 2006: Godiva’s (Fernsehserie, 1 Episode)
- 2006: The Collector (Fernsehserie, 1 Episode)
- 2006: The Evidence (Fernsehserie, 1 Episode)
- 2006: Alien Incursion
- 2007: Numb
- 2007: Painkiller Jane (Fernsehserie, 22 Episoden)
- 2008: Breakup.com
- 2009: Darfur
- 2011: Vying for Perfection
- 2012: Aladdin and the Death Lamp (Fernsehfilm)
- 2013: Riddick: Überleben ist seine Rache (Riddick)
- 2013: Torment
- 2013–2014: Defiance (Fernsehserie, 13 Episoden)
- 2014–2016: Bitten (Fernsehserie, 10 Episoden)
- 2016: Coming In (Fernsehserie, 6 Episoden)
- 2017–2019: Shadowhunters (Fernsehserie, 9 Episoden)
- 2018: State Like Sleep
- 2018: Condor (Fernsehserie, 3 Episoden)
- 2019: She Never Died
- 2020: Der Spion von nebenan (My Spy)
- 2022: The Fight Machine
- 2024: Der Spion von nebenan 2 (My Spy: The Eternal City)